# Бусько Микола Лукич
Микола Лукич Бусько (нар. 1909, місто Одеса, тепер Одеської області — ?) — український радянський діяч, новатор виробництва, слюсар-лекальник Одеського заводу імені Жовтневої Революції Одеської області. Депутат Верховної Ради УРСР 5—6-го скликань.

## Біографія
Народився в родині робітника-залізничника. Трудову діяльність розпочав у 1927 році колійником на залізниці.
З 1929 року — учень слюсаря, слюсар Одеського заводу сільськогосподарських машин імені Жовтневої революції Одеської області.
Під час німецько-радянської війни служив у Червоній армії.
З 1945 року — слюсар-лекальник Одеського заводу сільськогосподарських машин імені Жовтневої революції Одеської області. Ударник комуністичної праці, новатор і раціоналізатор. Систематично перевиконував змінні завдання, працював без браку, виконував найскладніші роботи, які потребували високої майстерності.
Потім — на пенсії у місті Одесі.

## Нагороди
- орден «Знак Пошани»
- орден Вітчизняної війни ІІ ст. (6.04.1985)
- медалі